# Thoma (Einheit)
Der Thoma, auch seltener Thomas, war eine Masseneinheit (Gewichtsmaß) und ein Reismaß in Surat.
- 1 Thoma = 40 Kel = 200 Maons ≈ 181 1/8 Pfund (preuß.)